# Pásztó
Pásztó es una ciudad ubicada en el condado de Nógrád, Hungría.

## Superficie
Posee una superficie de 72,60 kilómetros cuadrados.

## Demografía
Hasta 2021 la población era de 9099 habitantes, con una densidad de población de 125,33 habitantes por kilómetro cuadrado.